# Saltriovenator
Saltriovenator – dinozaur z grupy teropodów (Theropoda) żyjący we wczesnej jurze (synemur) na terenach dzisiejszej Europy. Znany z niekompletnego szkieletu (fragment czaszki, trzy fragmenty żuchwy, fragmenty żeber, kości kończyn, niekompletna obręcz kończyny górnej, w tym zrośnięte obojczyki) oznaczonego MSNM V3664, oraz z pojedynczego zęba oznaczonego MSNM V3659. Skamieniałości Saltriovenator odkryto we Włoszech (w regionie Lombardia, w pobliżu miejscowości Saltrio). Choć w literaturze popularnonaukowej na określenie okazu bywały używane nazwy "saltriosaur" i "Saltriosaurus", dinozaur ten do 2018 roku nie został opisany i nazwany w sposób zgodny z wymogami nakładanymi przez Międzynarodowy Kodeks Nomenklatury Zoologicznej; stąd "Saltriosaurus" pozostaje nomen nudum. Dopiero Dal Sasso, Maganuco i Cau (2018) opublikowali spełniający wymogi formalne opis, nadając zwierzęciu nazwę Saltriovenator zanellai.
Dal Sasso (2003) szacuje długość ciała MSNM V3664 na 8 metrów, a jego masę na 1,5 tony; Dal Sasso, Maganuco i Cau (2018) szacują jego długość ciała na około 7,3 metra, a masę na 1160–1524 kilogramy. Odkrycie MSNM V3664 wskazuje zatem na istnienie teropodów o dużych rozmiarach już na początku jury. Saltriovenator jest największym znanym wczesnojurajskim teropodem. Dal Sasso (2003) podkreśla występowanie w zachowanych kościach MSNM V3664 cech budowy, które jego zdaniem upodabniają tego teropoda do tetanurów; według Dal Sasso Saltriovenator łączy z tetanurami m.in. budowa bliższej osi ciała powierzchni stawowej pierwszego paliczka trzeciego palca kończyny przedniej (składającej się z pojedynczego wgłębienia) oraz obecność u tego teropoda zrośniętych obojczyków. Zdaniem Dal Sasso Saltriovenator mógł być formą pośrednią między ceratozaurami a tetanurami, bazalnym przedstawicielem tetanurów lub nawet najstarszym znanym karnozaurem. Benson (2010) stwierdził jednak, że cechy, które zdaniem Dal Sasso łączą Saltriovenator z tetanurami w rzeczywistości występują również u teropodów nienależących do Tetanurae; w związku z tym autor uznał pozycję filogenetyczną MSNM V3664 w obrębie teropodów za niepewną. Dal Sasso, Maganuco i Cau (2018) zaliczyli Saltriovenator do ceratozaurów (Ceratosauria); z przeprowadzonej przez autorów analizy filogenetycznej wynika jego bliskie pokrewieństwo z berberozaurem. Autorzy interpretują Saltriovenator jako najstarszego znanego przedstawiciela ceratozaurów.
Saltriovenator miał w pełni rozwinięty trzeci palec kończyny przedniej (odpowiednik ludzkiego palca środkowego), składający się z czterech paliczków. Według Dal Sasso, Maganuco i Cau (2018) druga kość śródręcza S. zanellai budową przypomina najdłuższą kość śródręcza tetanurów, co wspiera interpretację tej kości śródręcza tetanurów jako homologicznej z drugą kością śródręcza innych teropodów (a nie z trzecią kością śródręcza, wbrew interpretacji Xu i współpracowników, 2009). Podobieństwa w budowie trzeciego palca kończyny przedniej S. zanellai i innych teropodów nienależących do tetanurów oraz palca kończyn przednich tetanurów, który przez Xu i współpracowników (2009) interpretowany był jako odpowiednik ludzkiego palca serdecznego, sugerują, że również te palce są homologiczne, a co za tym idzie również u tetanurów jest to w rzeczywistości palec będący odpowiednikiem ludzkiego palca środkowego. Zdaniem Dal Sasso, Maganuco i Cau (2018) budowa dłoni Saltriovenator – a także występowanie czteropalczastej dłoni z w pełni rozwiniętym palcem będącym odpowiednikiem ludzkiego kciuka u innego wczesnego przedstawiciela Ceratosauria, Eoabelisaurus – sugeruje, że najwcześniejsi przedstawiciele Averostra (kladu obejmującego ceratozaury i tetanury) mieli czteropalczaste dłonie, przy czym palec będący odpowiednikiem ludzkiego kciuka składał się z dwóch paliczków, odpowiednik palca wskazującego składał się z trzech paliczków, odpowiednik palca środkowego – z czterech paliczków, a odpowiednik palca serdecznego – z jednego paliczka; u najwcześniejszych przedstawicieli Averostra zanikł już nie tylko palec będący odpowiednikiem ludzkiego palca małego, ale i odpowiadająca temu palcowi kość śródręcza. Budowa dłoni będącego bazalnym ceratozaurem Saltriovenator różni się od budowy dłoni późniejszego ceratozaura Limusaurus inextricabilis, u którego występowały dwa palce składające się z trzech paliczków każdy i jeden składający się z jednego paliczka, doszło natomiast do zaniku wszystkich paliczków palca odpowiadającego ludzkiemu kciukowi. Sugeruje to, że redukcja tego palca dłoni nie nastąpiła już u przodków ceratozaurów i tetanurów, lecz dopiero w linii ewolucyjnej prowadzącej bezpośrednio do Limusaurus, i że dłonie tego teropoda prawdopodobnie nie były zbliżone budową do dłoni ostatniego wspólnego przodka ceratozaurów i tetanurów. Odkrycie Saltriovenator według Dal Sasso, Maganuco i Cau (2018) potwierdza, że trzy palce występujące na dłoniach tetanurów są najprawdopodobniej odpowiednikami ludzkiego kciuka, palca wskazującego i palca środkowego.